# ينغي كند (هشترود)
ينغي كند هي قرية في مقاطعة هشترود، إيران. عدد سكان هذه القرية هو 55 في سنة 2006.